# Bright Igbinadolor
Bright Igbinadolor (16 de dezembro de 1980) é um ex-futebolista profissional nigeriano que atuava como meia.

## Carreira
Bright Igbinadolor representou a Seleção Nigeriana de Futebol, nas Olimpíadas de 2000. 